# Aaron Gagnon
Aaron Gagnon (né le 24 avril 1986 à Quesnel dans la province de la Colombie-Britannique au Canada) est un joueur professionnel canadien de hockey sur glace.

## Biographie

### Carrière en club
Aaron Gagnon commence sa carrière avec la franchise de hockey des Thunderbirds de Seattle localisé dans l'état de Washington pour qui il évolue durant six saisons (de 2001-2002 à 2006-2007). Il termine meilleur pointeur de son équipe lors des saisons 2004-2005, 2005-2006 et 2006-2007. Lors du Repêchage d'entrée dans la LNH 2004, il est sélectionné par les Coyotes de Phoenix de la Ligue nationale de hockey en 240e position (8e ronde).
Pour la saison 2007-2008, il rejoint l'équipe professionnelle des Steelheads de l'Idaho de l'ECHL puis les Stars de l'Iowa de la Ligue américaine de hockey. En 2008-2009, il rejoint l'équipe des Griffins de Grand Rapids de la LAH puis celle des Stars du Texas pour les saisons 2009-2010 et 2010-2011. Lors de sa première saison avec les Stars du Texas, il termine meilleur pointeur de son équipe avec 58 points (27 buts et 31 assistances) inscrit en 78 matchs. Cette saison là, les Stars du Texas perdront en finale de championnat contre les Bears de Hershey. Au cours de ces deux saisons, il participe également à quelques rencontres de la LNH avec les Stars de Dallas.
Le 4 juillet 2011, il rejoint en tant qu'agent libre l'effectif des Jets de Winnipeg avec lesquels il inscrit son premier but en LNH le 9 avril 2013 lors du match remporté 4 à 1 par les Jets face aux Sabres de Buffalo. Son contrat avec les Jets, le conduit à rejoindre l'équipe affiliée des IceCaps de Saint-Jean en LAH, avec laquelle il va jusqu'en finale de la LAH lors de la saison 2011-2012 perdu contre les Admirals de Norfolk.

## Statistiques

### En club
| Saison     | Équipe                   | Ligue       |    | Saison régulière | Saison régulière | Saison régulière | Saison régulière | Saison régulière |   | Séries éliminatoires | Séries éliminatoires | Séries éliminatoires | Séries éliminatoires | Séries éliminatoires |
| Saison     | Équipe                   | Ligue       | PJ | B                | A                | Pts              | Pun              | PJ               | B | A                    | Pts                  | Pun                  |                      |                      |
| 2001-2002  | Thunderbirds de Seattle  | LHOu        | 2  | 0                | 0                | 0                | 0                | -                | - | -                    | -                    | -                    |                      |                      |
| 2002-2003  | Thunderbirds de Seattle  | LHOu        | 60 | 5                | 13               | 18               | 14               | 15               | 3 | 2                    | 5                    | 4                    |                      |                      |
| 2003-2004  | Thunderbirds de Seattle  | LHOu        | 63 | 21               | 15               | 36               | 29               | -                | - | -                    | -                    | -                    |                      |                      |
| 2004-2005  | Thunderbirds de Seattle  | LHOu        | 72 | 31               | 34               | 65               | 29               | 12               | 4 | 5                    | 9                    | 16                   |                      |                      |
| 2005-2006  | Thunderbirds de Seattle  | LHOu        | 62 | 24               | 21               | 45               | 40               | 7                | 5 | 3                    | 8                    | 6                    |                      |                      |
| 2006-2007  | Thunderbirds de Seattle  | LHOu        | 59 | 42               | 38               | 80               | 58               | 11               | 6 | 2                    | 8                    | 10                   |                      |                      |
| 2007-2008  | Steelheads de l'Idaho    | ECHL        | 22 | 7                | 14               | 21               | 4                | 4                | 1 | 1                    | 2                    | 2                    |                      |                      |
| 2007-2008  | Stars de l'Iowa          | LAH         | 25 | 0                | 1                | 1                | 8                | -                | - | -                    | -                    | -                    |                      |                      |
| 2008-2009  | Griffins de Grand Rapids | LAH         | 61 | 8                | 11               | 19               | 28               | 10               | 1 | 2                    | 3                    | 2                    |                      |                      |
| 2009-2010  | Stars du Texas           | LAH         | 78 | 27               | 31               | 58               | 42               | 24               | 8 | 4                    | 12                   | 18                   |                      |                      |
| 2009-2010  | Stars de Dallas          | LNH         | 2  | 0                | 0                | 0                | 0                | -                | - | -                    | -                    | -                    |                      |                      |
| 2010-2011  | Stars du Texas           | LAH         | 58 | 14               | 23               | 37               | 24               | 6                | 2 | 2                    | 4                    | 4                    |                      |                      |
| 2010-2011  | Stars de Dallas          | LNH         | 19 | 0                | 2                | 2                | 0                | -                | - | -                    | -                    | -                    |                      |                      |
| 2011-2012  | IceCaps de Saint-Jean    | LAH         | 63 | 14               | 20               | 34               | 14               | 15               | 5 | 4                    | 9                    | 6                    |                      |                      |
| 2011-2012  | Jets de Winnipeg         | LNH         | 7  | 0                | 0                | 0                | 0                | -                | - | -                    | -                    | -                    |                      |                      |
| 2012-2013  | IceCaps de Saint-Jean    | LAH         | 43 | 11               | 13               | 24               | 18               | -                | - | -                    | -                    | -                    |                      |                      |
| 2012-2013  | Jets de Winnipeg         | LNH         | 10 | 3                | 0                | 3                | 2                | -                | - | -                    | -                    | -                    |                      |                      |
| 2013-2014  | HV 71                    | SHL         | 9  | 2                | 1                | 3                | 4                | -                | - | -                    | -                    | -                    |                      |                      |
| 2013-2014  | Lukko Rauma              | Liiga       | 48 | 17               | 19               | 36               | 20               | 15               | 5 | 9                    | 14                   | 14                   |                      |                      |
| 2014-2015  | Lukko Rauma              | Liiga       | 47 | 14               | 16               | 30               | 28               | 14               | 3 | 7                    | 10                   | 6                    |                      |                      |
| 2015-2016  | Lukko Rauma              | Liiga       | 60 | 25               | 23               | 48               | 36               | 5                | 0 | 0                    | 0                    | 2                    |                      |                      |
| 2016-2017  | Lukko Rauma              | Liiga       | 43 | 11               | 15               | 26               | 24               | -                | - | -                    | -                    | -                    |                      |                      |
| 2016-2017  | CP Berne                 | LNA         | 7  | 3                | 2                | 5                | 2                | 12               | 0 | 3                    | 3                    | 0                    |                      |                      |
| 2017-2018  | SC Langnau Tigers        | LNA         | 46 | 16               | 11               | 27               | 20               | 6                | 4 | 1                    | 5                    | 0                    |                      |                      |
| 2018-2019  | SC Langnau Tigers        | LNA         | 39 | 14               | 14               | 28               | 22               | 7                | 1 | 1                    | 2                    | 0                    |                      |                      |
| 2019-2020  | SC Langnau Tigers        | LNA         | 14 | 1                | 4                | 5                | 4                | -                | - | -                    | -                    | -                    |                      |                      |
| 2020-2021  | MODO Hockey              | Allsvenskan | 9  | 2                | 1                | 3                | 6                | -                | - | -                    | -                    | -                    |                      |                      |
| Totaux LNH | Totaux LNH               | Totaux LNH  | 38 | 3                | 2                | 5                | 2                | -                | - | -                    | -                    | -                    |                      |                      |